# Gura Ocniței
Gura Ocniţei é uma comuna romena localizada no distrito de Dâmboviţa, na região de Muntênia. A comuna possui uma área de 44.96 km² e sua população era de 7700 habitantes segundo o censo de 2007.